# Paonaupactus viridis
Paonaupactus viridis (лат.) — ископаемый вид жесткокрылых насекомых из рода Paonaupactus семейства долгоносики (Curculionidae). Обнаружены в эоценовом балтийском янтаре Европы.

## Описание
Длина тела около 4 мм. Скапус усиков длинный, достигает середины проторокса. Вид был впервые описан в 1986 году под названием Sucinophyllobius viridis Wanat & Boroviec, 1986. В 2011 году вместе с видами Protonaupactus microphthalmus Zherikhin, 1971 и Protonaupactus sobrinus (Voss, 1972) перенесён в состав рода Protonaupactus Zherikhin, 1971, что было показано в ходе ревизии палеофауны, проведённой в 2011 году российскими энтомологами Николаем Юнаковым и Александром Кирейчуком (Зоологический институт РАН, Санкт-Петербург).
В 2019 в связи с синонимизацией Protonaupactus, включён в состав рода Paonaupactus Voss, 1953 вместе с видами Paonaupactus gracilis, Paonaupactus katyae, Paonaupactus microphthalmus, Paonaupactus sitonioides, Paonaupactus sobrinus. От другого близкого рода из Балтийского янтаря (Arostropsis) отличается строением усиков, глаз и груди и размерами.